# Norn9
Norn9 (NORN9 ノルン+ノネット?, Norn9 Norun+Nonetto) è una visual novel del 2013 per PlayStation Portable, ripubblicata nel 2014 per PlayStation Vita con il titolo Norn9: Var Commons (NORN9 ノルン+ノネット ヴァールコモンズ?, Norn9 norun+nonetto vāru comunzu).
Nel 2016 ne è stata tratta una serie televisiva anime in 12 episodi.
La serie è proseguita con altri due titoli per PlayStation Vita: Norn9: Last Era (2015) e Norn9: Act Tune (2016).
Una raccolta intitolata Norn9: LOFN (2018), comprendente Var Commons e Last Era, è stata pubblicata per Nintendo Switch.

## Trama
Una ragazza che ha sempre vissuto da sola e che non ricorda il proprio nome incontra un ragazzino di nome Sorata che pare provenire dal futuro. La ragazza propone a Sorata di seguirla in un viaggio che sta per compiere e lo porta con sé su una nave sferica che vola nel cielo, il cui nome è "Norn". Su di essa si trova un gruppo di esper, costituito da altre due ragazze e otto ragazzi. La giovane, che di lì a poco ricorda di chiamarsi Koharu, ammette di essere anche lei una esper. Gli altri le spiegano che sono stati condotti sulla nave da un'entità chiamata "Il Mondo", che intende condurli dove potranno usare i loro poteri per tutelare la pace sulla Terra. Tuttavia, la nave viene attaccata a più riprese da un misterioso ragazzo che vuole distruggerla, e gli esper a bordo maturano la convinzione che almeno uno fra loro sia un traditore, dato che una falda è stata aperta dall'interno e che la nave originariamente avrebbe dovuto ospitare solo nove persone.

## Personaggi
Koharu (こはる?, Koharu)
Doppiata da Ayumi Fujimura
Ha il potere del fuoco, con il quale può ridurre in cenere le minacce. Il suo carattere è solare e premuroso, a tratti ingenuo. Odia il proprio potere distruttivo, a causa del quale è stata in passato emarginata. Ha vissuto per anni in un luogo isolato, dopo che un misterioso viaggiatore le ha donato un abito resistente al fuoco promettendole che si sarebbero rivisti quando sarebbe cresciuta. A seconda dell'arco narrativo scelto, può sviluppare una relazione amorosa con Kakeru o con Senri o con Masamune.
Nanami Shiranui (不知火 七海?, Shiranui Nanami)
Doppiata da Asami Seto
Ha il potere di cancellare selettivamente i ricordi altrui. Proviene da una famiglia di ninja e porta con sé un kunai. È una ragazza sensibile ma riservata. Detesta il proprio potere, che ha usato in passato quando le è stato richiesto da suo padre per interessi familiari. A seconda dell'arco narrativo scelto, può sviluppare una relazione amorosa con Heishi o con Akito o con Ron.
Mikoto Kuga (久我 深琴?, Kuga Mikoto)
Doppiata da Ayahi Takagaki
Ha il potere di creare delle barriere magiche e per questo le è stata affidata la protezione della nave. Di famiglia agiata e dai modi raffinati, è amica d'infanzia di Sakuya. A seconda dell'arco narrativo scelto, può sviluppare una relazione amorosa con Sakuya o con Itsuki o con Natsuhiko.
Kakeru Yuiga (結賀 駆?, Yuiga Kakeru)
Doppiato da Yūki Kaji
Ha il potere di generare delle piante e di controllarle. Ha una buona capacità di raziocinio e riesce spesso a persuadere gli altri membri del gruppo a seguire le sue idee. Tuttavia, nasconde dei secondi fini, essendo la sua volontà manipolata da un orecchino che indossa. È attratto da Koharu, che al contrario di lui è innocente ed ingenua.
Senri Ichinose (市ノ瀬 千里?, Ichinose Senri)
Doppiato da Hiro Shimono
Ha il potere dell'acqua, che è diviso a metà fra lui e Akito. Dato che il suo potere ha un'efficacia ridotta, si considera un individuo inutile. In passato è stato maltrattato dagli adulti e per questo si è chiuso in sé stesso assumendo una condotta da hikikomori. È il più giovane del gruppo ed è attratto da Koharu, che come lui ha vissuto in solitudine. Mingherlino e pauroso, sa anche essere molto determinato.
Masamune Tōya (遠矢 正宗?, Tōya Masamune)
Doppiato da Takuya Satō
Ha il potere di vedere il passato delle persone toccandole con la mano destra. Tiene perciò la mano coperta da un guanto, scoprendola quando vuole usare il suo potere. Maturo e responsabile, sa comunicare a distanza con Il Mondo, ricevendone le direttive, ed è impegnato a far andare a buon fine la missione. Ha il difetto di non saper resistere al fascino femminile mentre è ubriaco, e gli capita di ubriacarsi ogni volta che mangia qualcosa di fortemente zuccherato.
Heishi Otomaru (乙丸 平士?, Otomaru Heishi)
Doppiato da Hiroyuki Yoshino
Ha un potere telepatico che gli permette di comunicare a distanza e di percepire gli stati d'animo altrui, ma non lo sa controllare perfettamente e quindi spesso sono gli altri a percepire i suoi stati d'animo. Di carattere solare e amichevole, è attratto da Nanami, che è la ragazza più introversa.
Akito Shukuri (宿吏 暁人?, Shukuri Akito)
Doppiato da Noriaki Sugiyama
Ha preso da Senri metà del potere dell'acqua quand'erano ragazzini, per liberarlo da una parte del fardello, dato che quel potere veniva sfruttato dagli adulti. All'epoca fu costretto ad abbandonare Senri, suo fratello minore, dopo che Nanami aveva cancellato i ricordi che Senri aveva di Akito. Senri quindi non ricorda di essere suo fratello, ma Akito è preoccupato per lui e ha chiesto a Kakeru di farlo diventare più socievole. Ha un carattere burbero ma tutti apprezzano la sua cucina.
Sakuya Nijō (二条 朔也?, Nijō Sakuya)
Doppiato da Mitsuki Saiga
Ha il potere di vedere nel futuro, ma in maniera occasionale e frammentaria. Da bambino ha visto che sarebbe morto per proteggere la ragazza da lui amata, e dopo averlo raccontato a Mikoto, sua adorata amica d'infanzia, questa ha sempre fatto in modo da tenerlo a distanza, per evitare che si innamorasse di lei. Sakuya, dal canto suo, le ha promesso che non si sarebbe mai innamorato, tuttavia è sempre intento a proteggere Mikoto.
Itsuki Kagami (加賀見 一月?, Kagami Itsuki)
Doppiato da Kōji Yusa
Ha il potere di far avere a una persona un sogno da lui scelto e vincolato a regole da lui scelte. Usando il suo potere insieme a Heishi, può far partecipare allo stesso sogno più persone contemporaneamente. Ha dei modi da dongiovanni ma è un ragazzo gentile, attratto specialmente da Mikoto, che ha ricevuto un'educazione completamente diversa dalla sua. Ha avuto il suo potere in dono dalla sorella e sa come trasmettere il potere ad altri.
Ron Muroboshi (室星 ロン?, Muroboshi Ron)
Doppiato da Tomokazu Sugita
Non è un esper, anzi la sua missione è impedire agli esper di portare a termine il loro compito. È quindi lui il "traditore" presente sulla nave. È il più anziano del gruppo e lega poco con gli altri per via del suo carattere indolente e imperscrutabile. Porta con sé due pistole e ha un occhio artificiale che è stato creato da Natsuhiko, mentre con l'altro occhio è quasi cieco, perciò indossa sempre gli occhiali da sole. Ha la capacità di fare suo il potere di un esper.
Natsuhiko Azuma (吾妻 夏彦?, Asuma Natsuhiko)
Doppiato da Daisuke Ono
È il giovane che ha attaccato la nave e il suo obiettivo è uccidere gli esper. Ron lavora alle sue dipendenze. È cresciuto sulla stessa isola di Masamune ma a differenza di lui vuole distruggere Il Mondo e ha sviluppato varie armi e tecnologie per riuscirci.
Sorata Suzuhara (鈴原 空汰?, Suzuhara Sorata)
Doppiato da Atsushi Abe
È un ragazzino ritrovatosi in un'era diversa dalla sua, che inizialmente crede di aver viaggiato nel passato, ma poi scopre di aver viaggiato nel futuro, essendo rimasto ibernato per duemila anni. È molto più maturo rispetto alla sua età e ha una passione per la scienza.